# Croque (plaats)
Croque is een gemeentevrij dorp in de Canadese provincie Newfoundland en Labrador. De plaats ligt in het uiterste noorden van Newfoundland en doet vooral dienst als vissersdorp.

## Toponymie
De naam van de plaats komt van croc, een oud Frans woord voor een haak gebruikt door vissers. Vermoedelijk verwijst de naam naar de haakvormige inham waaraan de plaats gelegen is.

## Geschiedenis
Het vissersdorp Croque is gesticht door Franse vissers die de Atlantische Oceaan overstaken in het kader van de seizoensvisserij. Reeds in de 17e eeuw was het een belangrijke Franse vissershaven. Deze maakte deel uit van de Petit Nord, het noordelijke gedeelte van de zogenaamde Franse kust van Newfoundland. Het kerkhof van het dorp gaat terug tot de 18e eeuw en heeft zowel Franse als Engelse graven.
In het kader van de provinciale hervestigingspolitiek werden de inwoners van de andere aan Croque Harbour gelegen gehuchten (Kearney's Cove en Southwest Croque) allen hervestigd naar Croque. Hetzelfde gold voor enkele gezinnen uit St. Julien's, Crouse en Grey Islands Harbour.
In de jaren 1980 telde het dorp twee houtzagerijen, al was de visserij bij verre de belangrijkste sector.
In 1988 kregen de inwoners van het in gemeentevrij gebied gelegen Croque voor het eerst beperkt lokaal bestuur door de oprichting van een local service district (LSD). In 2005 werd het LSD Croque echter opnieuw opgeheven.

## Geografie
De outport Croque ligt aan de noordoostkust van het Great Northern Peninsula, in het uiterste noorden van Newfoundland. De plaats is gevestigd aan de Épine Cadoret, de westelijke zijarm van Croque Harbour, een grote natuurlijke haven. Nabij de rand van het dorp mondt het riviertje Freshwater Creek in de Épine Cadoret uit.
De plaats is bereikbaar via provinciale route 438. De enige plaatsen in de relatieve nabijheid zijn Grandois-St. Julien's en Main Brook. Croque ligt voorts zo'n 17 km ten noordwesten van Groais Island.

## Demografie
De designated place Croque kent de laatste jaren, net zoals de meeste afgelegen plaatsen op Newfoundland, een demografische terugval. Tussen 1991 en 2021 daalde de bevolkingsomvang er van 155 naar 45. Dat komt neer op een, ook naar Newfoundlandse normen, zeer grote daling van 110 inwoners (-71%) in dertig jaar tijd.
| Demografische ontwikkeling van Croque tussen 1976 en 2021             |
| --------------------------------------------------------------------- |
|                                                                       |
| Bron: Statistics Canada (1976, 1991–1996, 2001–2006, 2011–2016, 2021) |

Ondanks de Franstalige plaatsnaam waren volgens de volkstelling van 2016 alle inwoners van Croque uitsluitend Engelstalig. De plaats telde toen 33 huizen waarvan er 21 (permanent) bewoond waren.